# Bukovci, Markovci
Bukovci este o localitate din comuna Markovci, Slovenia, cu o populație de 952 de locuitori.

## Personalități născute aici
- Janez Zemljarič (1928 - 2022), fost președinte al Consiliului Executiv al Sloveniei.